# El País (Bolivia)
El País es un diario boliviano de alcance nacional que se edita en papel en la ciudad de Tarija, capital del departamento homónimo, perteneciente al grupo editorial Boquerón Multimedia de Tarija.

## Historia
El diario fue fundado el 13 de junio de 1991, por el periodista boliviano Jaime Antonio «Jimmy» Borda Campero profesional formado en la Universidad de La Plata, Argentina, a quien se le unió Fernando del Carpio, quien a los pocos meses le cedió su lugar a René Javier Caso Borda y Gastón Vaca Guzmán Aparicio. El País forma parte del grupo Boquerón Multimedia, propietario también de El País Radio, el canal de televisión Plus TLT que se emite a través del satélite boliviano Túpac Katari,  los periódicos El Nacional y El Bermejeño, así como el portal de noticias elpaisonline.com. El periódico también edita los suplementos especializados «Cántaro», «Campeón», «Crónica», «La Billetera», «La Mano del Moto», «Pura Cepa» y «Te invito».

## Columnistas
Entre sus columnistas se encuentran Carlos Hugo Molina, Adalid Contreras Baspineiro, Jordán Segovia Gareca, Guillem Martínez, Rodrigo Ayala Bluske, Frei Betto, Fernando G. Torres Gorena, Julio César Centeno, Gary Antonio Rodríguez Álvarez, Mauricio Ríos García, Arnold Hagens y Dorys Méndez. El diario El País publica un anuario ilustrado dedicado a los acontecimientos más destacados del año en Bolivia.